# Circuito de Baloncesto de la Costa del Pacífico 2012
La Temporada 2012 del CIBACOPA fue la duodécima edición del Circuito de Baloncesto de la Costa del Pacífico. Se jugó una temporada regular de 190 partidos (38 juegos por cada uno de los 10 equipos).

## Sistema de competición
La competencia del CIBACOPA se desarrolló en dos etapas:
- Temporada regular: Se integró por las 38 jornadas de la temporada.
- Postemporada: Se integró por los partidos que se disputaron de cuartos de final, semifinales y final.

### Temporada regular
En la temporada regular participaron los 10 equipos del CIBACOPA jugando todos contra todos durante las 38 jornadas. Se observó el sistema de puntos y la ubicación en la Tabla General.
- Por juego ganado se obtuvieron dos puntos.
- Por juego perdido un punto.

El orden de los clubes al final de la temporada regular del torneo correspondió a la suma de los puntos obtenidos por cada uno de ellos. Si al finalizar las 38 jornadas del torneo, dos o más equipos hubieran estado empatados en puntos, su posición en la Tabla General hubiera sido determinada atendiendo al criterio de desempate por más puntos anotados.
Participaron por el título de Campeón del CIBACOPA los ocho mejores de la Tabla General.

### Postemporada
Los ocho clubes calificados para la postemporada del torneo fueron reubicados de acuerdo con el lugar que ocuparon en la Tabla General al término de la jornada 38. Los partidos se jugaron a ganar cuatro de siete posibles partidos en formato 2-3-2, en las siguientes etapas:
- Cuartos de final.
- Semifinales.
- Final.

Los partidos de los cuartos de final se jugaron de la siguiente manera:
| 1° | vs | 8° |
| 2° | vs | 7° |
| 3° | vs | 6° |
| 4° | vs | 5° |

En las semifinales participaron los cuatro clubes vencedores de los cuartos de final, reubicándolos del uno al cuatro y se enfrentaron de la siguiente manera:
| 1° | vs | 4° |
| 2° | vs | 3° |

Disputaron el título de Campeón del CIBACOPA los dos clubes vencedores de las semifinales; el club vencedor de la final y por lo tanto Campeón, fue aquel que ganó cuatro de siete posibles encuentros.

## Campeón de Liga
El Campeonato del Circuito de Baloncesto de la Costa del Pacífico lo obtuvieron los Rayos de Hermosillo, los cuales derrotaron en una reñida Serie Final a los Ostioneros de Guaymas por 4 juegos a 3, coronándose el equipo hermosillense en calidad de local en el Gimnasio del Estado de Sonora de Hermosillo, Sonora.

## Equipos participantes
| Circuito de Baloncesto de la Costa del Pacífico 2012 |                          |                                     |
| Equipo                                               | Ciudad                   | Pabellón                            |
| Caballeros de Culiacán                               | Culiacán, Sinaloa        | Polideportivo Juan S Millán         |
| Coras de Tepic                                       | Tepic, Nayarit           | Gimnasio Estatal "Niños Héroes"     |
| Frayles de Guasave                                   | Guasave, Sinaloa         | Gimnasio "Luis Estrada Medina"      |
| Fuerza Guinda de Nogales                             | Nogales, Sonora          | Gimnasio "Carlos Hernández Carrera" |
| Garra Cañera de Navolato                             | Navolato, Sinaloa        | Gimnasio "Briseida Acosta Balarezo" |
| Mineros de Cananea                                   | Cananea, Sonora          | Gimnasio "Luis Encinas Johnson"     |
| Ostioneros de Guaymas                                | Guaymas, Sonora          | Gimnasio Municipal de Guaymas       |
| Pioneros de Los Mochis                               | Los Mochis, Sinaloa      | Auditorio "Benito Juárez"           |
| Rayos de Hermosillo                                  | Hermosillo, Sonora       | Gimnasio del Estado de Sonora       |
| Tijuana Zonkeys                                      | Tijuana, Baja California | Auditorio Fausto Gutiérrez Moreno   |

## Tabla de posiciones
- Actualizadas las clasificaciones al 20 de mayo de 2012. [2]

JJ = Juegos Jugados, JG = Juegos Ganados, JP = Juegos Perdidos, Ptos. = Puntos Obtenidos = (JGx2)+(JP), PF= Puntos a favor, PC = Puntos en contra, Dif. = Diferencia entre Ptos. a favor y en contra, JV = Juegos de Ventaja
| Clasificado a los playoffs |

| Eliminado de los playoffs |

| Clasificación General    |    |    |    |       |      |      |      |    |
| Equipo                   | JJ | JG | JP | Ptos. | PF   | PC   | Dif. | JV |
| Rayos de Hermosillo      | 38 | 34 | 4  | 72    | 3557 | 3130 | 427  | -  |
| Ostioneros de Guaymas    | 38 | 27 | 11 | 65    | 3429 | 3193 | 236  | 7  |
| Tijuana Zonkeys          | 38 | 26 | 12 | 64    | 3352 | 3131 | 221  | 8  |
| Pioneros de Los Mochis   | 38 | 19 | 19 | 57    | 3401 | 3370 | 31   | 15 |
| Mineros de Cananea       | 38 | 19 | 19 | 57    | 3477 | 3467 | 10   | 15 |
| Frayles de Guasave       | 38 | 19 | 19 | 57    | 3371 | 3389 | -18  | 15 |
| Fuerza Guinda de Nogales | 38 | 17 | 21 | 55    | 3262 | 3328 | -66  | 17 |
| Caballeros de Culiacán   | 38 | 14 | 24 | 52    | 3189 | 3275 | -86  | 20 |
| Garra Cañera de Navolato | 38 | 13 | 25 | 51    | 3089 | 3248 | -159 | 21 |
| Coras de Tepic           | 38 | 2  | 36 | 40    | 3020 | 3616 | -596 | 32 |

## Playoffs
|  | Cuartos de final | Cuartos de final | Cuartos de final |            |   | Semifinales  | Semifinales | Semifinales |  |   | Final            | Final | Final |  |
|  |                  |                  |                  |            |   |              |             |             |  |   | 12 - 20 de junio |       |       |  |
|  |                  |                  |                  |            |   |              |             |             |  |   |                  |       |       |  |
|  |                  |                  |                  |            |   |              |             |             |  |   |                  |       |       |  |
|  | 1                | 'Rayos'          | 4                |            |   |              |             |             |  |   |                  |       |       |  |
|  | 1                | 'Rayos'          | 4                |            |   |              |             |             |  |   |                  |       |       |  |
|  | 8                | Caballeros       | 1                |            |   |              |             |             |  |   |                  |       |       |  |
|  | 8                | Caballeros       | 1                |            | 1 | 'Rayos'      | 4           |             |  |   |                  |       |       |  |
|  |                  |                  |                  |            | 1 | 'Rayos'      | 4           |             |  |   |                  |       |       |  |
|  |                  |                  | 4                | Pioneros   | 2 |              |             |             |  |   |                  |       |       |  |
|  | 4                | 'Pioneros'       | 4                | Pioneros   | 2 | 4            |             |             |  |   |                  |       |       |  |
|  | 4                | 'Pioneros'       |                  |            |   |              |             |             |  |   |                  |       |       |  |
|  | 5                | Mineros          | 0                |            |   |              |             |             |  |   |                  |       |       |  |
|  | 5                | Mineros          | 0                |            |   |              |             |             |  | 1 | 'Rayos'          | 4     |       |  |
|  |                  |                  |                  |            |   |              |             |             |  | 1 | 'Rayos'          | 4     |       |  |
|  |                  |                  | 2                | Ostioneros | 3 |              |             |             |  |   |                  |       |       |  |
|  | 2                | 'Ostioneros'     | 2                | Ostioneros | 3 | 4            |             |             |  |   |                  |       |       |  |
|  | 2                | 'Ostioneros'     |                  |            |   |              |             |             |  |   |                  |       |       |  |
|  | 7                | Fuerza Guinda    | 1                |            |   |              |             |             |  |   |                  |       |       |  |
|  | 7                | Fuerza Guinda    | 1                |            | 2 | 'Ostioneros' | 4           |             |  |   |                  |       |       |  |
|  |                  |                  |                  |            | 2 | 'Ostioneros' | 4           |             |  |   |                  |       |       |  |
|  |                  |                  | 3                | Zonkeys    | 3 |              |             |             |  |   |                  |       |       |  |
|  | 3                | 'Zonkeys'        | 3                | Zonkeys    | 3 | 4            |             |             |  |   |                  |       |       |  |
|  | 3                | 'Zonkeys'        |                  |            |   |              |             |             |  |   |                  |       |       |  |
|  | 6                | Frayles          | 0                |            |   |              |             |             |  |   |                  |       |       |  |
|  | 6                | Frayles          | 0                |            |   |              |             |             |  |   |                  |       |       |  |
|  |                  |                  |                  |            |   |              |             |             |  |   |                  |       |       |  |

### Final
| Fecha                     | Hora  | Equipo local            | Resultado | Equipo visitante        |
| ------------------------- | ----- | ----------------------- | --------- | ----------------------- |
| 12 de junio de 2012       | 20:00 | Rayos de Hermosillo     | 88 - 96   | 'Ostioneros de Guaymas' |
| 13 de junio de 2012       | 20:00 | Rayos de Hermosillo     | 103 - 87  | Ostioneros de Guaymas   |
| 15 de junio de 2012       | 20:00 | Ostioneros de Guaymas   | 91 - 94   | Rayos de Hermosillo     |
| 16 de junio de 2012       | 20:00 | 'Ostioneros de Guaymas' | 90 - 87   | Rayos de Hermosillo     |
| 17 de junio de 2012       | 20:00 | Ostioneros de Guaymas   | 83 - 88   | Rayos de Hermosillo     |
| 19 de junio de 2012       | 20:00 | Rayos de Hermosillo     | 92 - 94   | 'Ostioneros de Guaymas' |
| 20 de junio de 2012       | 20:00 | Rayos de Hermosillo     | 71 - 67   | Ostioneros de Guaymas   |
| Rayos gana la serie 4 - 3 |       |                         |           |                         |

## Líderes individuales
| Categoría         | Jugador                                      | Promedio | %    |
| ----------------- | -------------------------------------------- | -------- | ---- |
| Puntos            | Devon Kobi Pearson (Pioneros de Los Mochis)  | 27.2     | *    |
| Rebotes           | Devon Kobi Pearson (Pioneros de Los Mochis)  | 10.2     | *    |
| Asistencias       | Myron Demond Allen (Ostioneros de Guaymas)   | 7.4      | *    |
| Tiros de 2        | Jerome Anthony Habel (Ostioneros de Guaymas) | *        | 65.7 |
| Tiros de 3        | Patrick Sanders (Rayos de Hermosillo)        | *        | 46.0 |
| Tiros Libres      | Russell Carter (Frayles de Guasave)          | *        | 89.9 |
| Faltas Cometidas  | Arturo Farrera Chantiri (Mineros de Cananea) | 3.2      | *    |
| Robos de Balón    | Arim Abdul Solares Astorga (Tijuana Zonkeys) | 1.0      | *    |
| Pérdidas de balón | Myron Demond Allen (Ostioneros de Guaymas)   | 3.9      | *    |
| Tapones           | Jerome Anthony Habel (Ostioneros de Guaymas) | 1.4      | *    |